# Miguel Olavide
Miguel Olavide Montes, né le 5 mars 1996 à Pampelune en Espagne, est un footballeur espagnol évoluant au poste de milieu de terrain au CA Osasuna.

## Palmarès
CA Osasuna
- Segunda División
  - 2019